# チェ・ケネアリー
チェ・ケネアリー（Chei Aleta Kenneally、1995年2月2日 - ）は、オーストラリアの女子プロボクサー。現WBA女子世界ライトヘビー級王者。

## 経歴

### プロ時代
2023年3月18日にプロデビューし、Rhianna ArnoldにTKO勝ち。
2023年6月24日に行われたANBF（オーストラリア国立ボクシング連盟）女子オーストララシアライトヘビー級王座決定戦でKate Langenhorstと対戦し、判定勝ちで王座獲得。
2023年10月14日に行われたANBF女子オーストララシアヘビー級王座決定戦でSequita Hemingwayと対戦し、判定勝ちで王座を獲得しANBF王座2階級制覇を達成。2024年3月23日の同王座防衛戦でHemingwayと再戦し、判定勝ちで防衛。
2024年7月20日に行われたWBA女子世界ライトヘビー級王座決定戦でAngie Paola Rochaと対戦し、TKO勝ちで王座獲得。

## 戦績

### プロボクシング
| 戦           | 日付           | 勝敗 | 時間    | 内容    | 対戦相手          | 国籍             | 備考                                             |
| ------------ | -------------- | ---- | ------- | ------- | ----------------- | ---------------- | ------------------------------------------------ |
| 1            | 2023年3月18日  | ☆    | 4R      | TKO     | Rhianna Arnold    | アメリカ合衆国   | プロデビュー戦                                   |
| 2            | 2023年6月24日  | ☆    | 6R      | 判定2-0 | Kate Langenhorst  | オーストラリア   | ANBF女子オーストララシアライトヘビー級王座決定戦 |
| 3            | 2023年10月14日 | ☆    | 6R      | 判定2-1 | Sequita Hemingway | ニュージーランド | ANBF女子オーストララシアヘビー級王座決定戦       |
| 4            | 2024年3月23日  | ☆    | 8R      | 判定3-0 | Sequita Hemingway | ニュージーランド | ANBFオーストララシア防衛1                        |
| 5            | 2024年7月20日  | ☆    | 3R 2:00 | TKO     | Angie Paola Rocha | コロンビア       | WBA女子世界ライトヘビー級王座決定戦              |
| テンプレート |                |      |         |         |                   |                  |                                                  |

## 獲得タイトル
プロボクシング
- ANBF（オーストラリア国立ボクシング連盟）女子オーストララシアライトヘビー級王座
- ANBF女子オーストララシアヘビー級王座
- 第2代WBA女子世界ライトヘビー級王座（防衛0）